# Grève de Binny Mills
La grève de Binny Mills est une grève générale survenue en 1926 dans les usines de laine, de coton et de soie de Bangalore, en Inde, qui était populairement connue sous le nom de Binny Mills (en) à Bangalore. La grève est considérée comme faisant partie du mouvement indépendantiste indien.
La grève a été provoquée par la décision de 1925 du gouvernement de l'État de Mysore de modifier la loi sur les usines de 1914, qui recommandait la réduction des heures de travail, l'augmentation des salaires et de meilleures conditions de travail. Cela a provoqué des troubles parmi les ouvriers de l'usine.